# 1337 Gerarda
1337 Gerarda è un asteroide della fascia principale del diametro medio di circa 38,86 km. Scoperto nel 1934, presenta un'orbita caratterizzata da un semiasse maggiore pari a 2,9104817 UA e da un'eccentricità di 0,1011645, inclinata di 17,98243° rispetto all'eclittica.
Prende il nome da Gerarda Prins.